# Hoa hậu Trái Đất 2003
Hoa hậu Trái Đất 2003 là cuộc thi Hoa hậu Trái Đất lần thứ 3,  được tổ chức vào ngày 9 tháng 11 năm 2003 tại Nhà hát Trường Đại học Philippines, Quezon ở thủ đô Manila của Philippines. Tổng cộng 57 thí sinh tham dự cuộc thi. Đêm chung kết được truyền hình trực tiếp trên kênh ABS-CBN ở Philippines và tới các quốc gia khác qua kênh STAR World, The Filipino Channel và các kênh khác. Người chiến thắng của cuộc thi là Dania Prince Mendez, đại diện của Honduras. Cô được Winfred Adah Omwakwe, Hoa hậu Trái Đất 2002 đến từ Kenya trao vương miện. Đây là danh hiệu sắc đẹp quốc tế đầu tiên của Honduras trong lịch sử.

## Kết quả

### Thứ hạng
| Kết quả                     | Thí sinh |
| --------------------------- | --- |
| Hoa hậu Trái Đất 2003       | - Honduras – Dania Prince Mendez |
| Hoa hậu Không khí (Á hậu 1) | - Brazil – Priscila Poleselo Zandoná |
| Hoa hậu Nước (Á hậu 2)      | - Costa Rica – Marianela Zeledón Bolaños |
| Hoa hậu Lửa (Á hậu 3)       | - Ba Lan – Marta Matyjasik |
| Top 10                      | - Síp – Krystiana Aristotelou - Guatemala – Marie Claire Palacios Bouefgras - Na Uy – Fay Larsen - Philippines – Laura Marie Dunlap - Serbia và Montenegro – Katarina Vucetic - Tahiti – Vairupe Pater Huioutu |

### Giải thưởng đặc biệt
| Giải thưởng                 | Thí sinh                                   |
| --------------------------- | ------------------------------------------ |
| Sắc đẹp vì một mục tiêu     | - Afghanistan – Vida Samadzai              |
| Mái tóc đẹp nhất            | - Việt Nam – Nguyễn Ngân Hà                |
| Hoa hậu Thân thiện          | - Ethiopia – Yodit Getahun                 |
| Hoa hậu Ảnh                 | - Bolivia – Claudia Cecilia Azaeda         |
| Hoa hậu Tài năng            | - Bosnia và Herzegovina – Mirela Bulbulija |
| Làn da đẹp nhất             | - Philippines – Laura Marie Dunlap         |
| Trang phục dân tộc đẹp nhất | - Panama – Jessica Doralis Segui †         |
| Trang phục dạ hội đẹp nhất  | - Brazil – Priscila Poleselo Zandoná       |
| Trình diễn áo tắm đẹp nhất  | - Pháp – Jennifer Pichard                  |

### Thứ tự công bố
| 1. Guatemala 2. Serbia và Montenegro 3. Ba Lan 4. Costa Rica 5. Síp 6. Philippines 7. Honduras 8. Tahiti 9. Na Uy 10. Brazil | 1. Honduras 2. Ba Lan 3. Costa Rica 4. Brazil |

## Phần ứng xử hay nhất
Câu hỏi trong phần thi ứng xử của Hoa hậu Trái Đất 2003: "Người ta thường nói, chúng ta sẽ tìm thấy được hũ vàng ở bên kia chân cầu vồng. Là một người phụ nữ, thay vì một hũ vàng, bạn có thể tìm thấy gì ở cuối cầu vồng?"
Câu trả lời của Hoa hậu Trái Đất 2003: "Thành thật mà nói, có những điều quan trọng hơn cả vàng. Đối với bản thân tôi, điều quan trọng nhất là tình cảm của con người, để gửi tình yêu và nụ cười tới mọi người, để có thể trao cho họ một bàn tay khi cần thiết, để giúp đỡ những người cần đến sự hiện diện của bạn, và cũng như Thiên Chúa luôn luôn ở với chúng ta, điều đó rất quan trọng.
Điều đầu tiên tôi nghĩ khi mở mắt là thiên đường. Khi chúng ta có Chúa trong trái tim và tâm trí của chúng ta, mọi thứ đều tốt hơn. Và tôi có thể nhìn thấy, ở bên trong mỗi người họ thực sự như thế nào, không phải chỉ là họ có vàng hay không. Đối với tôi, cầu vồng có nghĩa là cuộc sống, Thiên Chúa và hạnh phúc." - Dania Prince Mendez, đại diện của Honduras.

## Hội đồng giám khảo
| Số thứ tự | Ban giám khảo          | Nghề nghiệp, chức vụ                                               |
| --------- | ---------------------- | ------------------------------------------------------------------ |
| 1         | Jose Cayetano da Silva | Đại sứ Bồ Đào Nha của Philippines                                  |
| 2         | Evangeline Pascual     | Á hậu 1 Hoa hậu Thế giới 1973 đến từ Philippines                   |
| 3         | Inno Sotto             | Nhà thiết kế thời trang                                            |
| 4         | Chito Macapagal        | Tổng Giám đốc Unilever ở Philippines                               |
| 5         | Patricia Tancheong     | Phó Chủ tịch cấp cao của Hãng hàng không Philippines (PAL Express) |
| 6         | Chin Chin Gutierrez    | Anh hùng châu Á Tạp chí TIME 2003                                  |
| 7         | Stefan Voogel          | Tổng Giám đốc Khách sạn Intercontinental Manila                    |
| 8         | Paul Lancos            | Chuyên gia làm đẹp, Phó Chủ tịch Avon                              |
| 9         | Elisea Gozun           | Bộ trưởng Bộ Tài nguyên và Môi trường                              |

## Các thí sinh
57 thí sinh tham gia cuộc thi:
- Afghanistan - Vida Samadzai
- Antigua và Barbuda - Juany Gomez
- Argentina - Marisol Pipastrelli
- Úc - Shivaune Field
- Bỉ - Sofie Ydens
- Bolivia - Claudia Cecilia Azaeda Melgar
- Bosnia và Herzegovina - Mirela Bulbulija
- Brazil - Priscila Poleselo Zandoná
- Canada - Brooke Elizabeth Johnston
- Chile - Carolina Salazar
- Trung Quốc - Dong Meixi
- Colombia - Emily de Castro Giacometto
- Costa Rica - Marianela Zeledón Bolaños
- Síp - Krystiana Aristotelou
- Đan Mạch - Marie Petersen
- Cộng hòa Dominica - Suanny Frontaán
- Ecuador - Isabel Cristina Ontaneda Pinto
- Estonia - Kadi Tombak
- Ethiopia - Yodit Getahun
- Phần Lan - Jenni Suominen
- Pháp - Jennifer Pichard
- Đức - Jolena Kwasow
- Ghana - Ama Amissah Quartey
- Gibraltar - Justine Olivero
- Guatemala - Marie Claire Palacios Boeufgras
- Honduras - Dania Prince Mendez
- Hungary - Aniko Szucs
- Ấn Độ - Shwetha Vijay Nair
- Israel - Moran Glistron
- Nhật Bản - Asami Saito
- Kenya - Hazel Nzioki
- Hàn Quốc - Oh Yoo-mi
- Kosovo - Teuta Hoxha
- Liban - Mary Georges Hanna
- Malaysia - Ying Ying Lee
- Mexico - Lorena Iren Velarde Briceño
- New Zealand - Katey Ellen Price
- Nicaragua - Marynés Argüello César
- Nigeria - Eva Ogberor
- Na Uy - Fay Larsen
- Panama - Jessica Doralis Segui Barrios †
- Peru - Danitza Autero Stanic
- Philippines - Laura Marie Dunlap
- Ba Lan - Marta Matyjasik
- Puerto Rico - Norelis Ortiz Acosta
- Serbia và Montenegro - Katarina Vucetic
- Singapore - Adele Koh
- Slovenia - Sabina Begovic
- Nam Phi - Catherine Constantinides
- Thụy Điển - Caroline Sonath
- Thụy Sĩ - Catherine Waldenmeyer
- Tahiti - Vairupe Pater Huioutu
- Thái Lan - Anongnat Sutthanuch
- Ukraine - Diana Starkova
- Hoa Kỳ - Jessica Schilling †
- Venezuela - Driva Ysabella Cedeño Salazar
- Việt Nam - Nguyễn Ngân Hà

## Chú ý

### Lần đầu tham gia
- Afghanistan
- Antigua và Barbuda
- Síp
- Ecuador
- Pháp
- Israel
- Slovenia
- Thụy Điển
- Tahiti
- Ukraine
- Việt Nam

### Trở lại
- Lần cuối tham gia vào năm 2001:
  -  Brazil
  -  Nhật Bản
  -  New Zealand
  -  Nam Phi

### Bỏ cuộc
- Barbados
- Cộng hòa Séc
- Ai Cập
- El Salvador
- Anh Quốc
- Hy Lạp
- Nepal
- Paraguay
- Tây Ban Nha
- Tanzania
- Uganda

### Tham dự cuộc thi sắc đẹp quốc tế khác
Các thí sinh tham dự các cuộc thi khác:
| Hoa hậu Hoàn vũ - 1998: Honduras - Dania Prince Mendez - 2002: Ecuador - Isabel Ontaneda - 2005: Canada - Brooke Elizabeth Johnston (đại diện cho Vương quốc Liên hiệp Anh và Bắc Ireland) Hoa hậu Thế giới - 2001: Síp - Krystiana Aristotelou - 2002: Ba Lan - Marta Matyjasik Hoa hậu Quốc tế - 2002: Ecuador - Isabel Ontaneda - 2003: Ethiopia - Yodit Getahun - 2004: Ba Lan - Marta Matyjasik Hoa hậu Hoàn cầu Quốc tế - 2004: Đức - Jolena Kwasow Nữ hoàng Sắc đẹp Toàn cầu - 2005: Đức - Jolena Kwasow (Á hậu 1) Hoa hậu Du lịch Quốc tế - 2003: Đức - Jolena Kwasow (Bán kết) Nữ hoàng Du lịch Quốc tế - 2004: Đức - Jolena Kwasow (Á hoàng 1) - 2004: Việt Nam - Nguyễn Ngân Hà (Top 10) - 2005: Afghanistan - Vida Samadzai (Miss Personality, đại diện cho Hoa Kỳ) - 2006: Argentina - Marisol Pipastrelli Hoa hậu Quý bà Toàn cầu - 2014: Việt Nam - Nguyễn Ngân Hà (Á hậu 1) | Miss Continente Americano - 2007: Bolivia - Claudia Cecilia Azaeda Melgar Hoa hậu Châu Mỹ Latin - 1999: Honduras - Dania Prince Mendez (Chiến thắng, Miss Elegance) Miss Atlántico Internacional - 2001: Honduras - Dania Prince Mendez Reinado Internacional del Café - 1998: Honduras - Dania Prince Mendez Reina Mundial del Banano - 2001: Panama - Jessica Doralis Segui Barrios † Hoa hậu Châu Âu - 2002: Na Uy - Fay Larsen - 2003: Ba Lan - Marta Matyjasik (Á hậu 4, Hoa hậu Ảnh) Hoa hậu Châu Á- Thái Bình Dương - 2005: Afghanistan - Vida Samadzai (Hoa hậu Thân thiện) |

### Thông tin khác
- Bosnia và Herzegovina đoạt giải Hoa hậu Tài năng lần thứ hai liên tiếp.
- Hoa Kỳ: Ngày 27 tháng 11 năm 2003, Jessica Schilling qua đời vì tai nạn ô tô ở Palm Springs, California. Khi đó cô mới 19 tuổi.
- Panama: Ngày 27 tháng 9 năm 2010, Jessica Segui qua đời tại một bệnh viện ở Panama do bệnh phình mạch não.